# Pierre Théoma Boisrond-Canal

Pierre Théoma Boisrond-Canal

Pierre Théoma Boisrond-Canal (* 12. Juni 1832 in Torbeck, Département Sud; † 3. Juni 1905 in Frères) war ein haitianischer Politiker und Präsident von Haiti.

## Biografie

### Militärische und politische Laufbahn
Boisrond-Canal begann nach der Schulausbildung eine militärische Laufbahn. Während der Präsidentschaft von Fabre Geffrard war er von 1858 bis 1867 als Offizier tätig. Anschließend zog er sich aus dem Militärdienst zurück und wurde stattdessen Farmer.
Seine politische Laufbahn begann 1870 mit der Wahl zum Senator von Port-au-Prince. Als solcher wurde er bis 1875 noch einmal wieder gewählt. Nach den Unruhen vom Mai 1875 ging er für einige Monate ins Exil nach Kingston (Jamaika), wo er als Führer der Liberalen Partei (Parti Liberal), die Ansichten von Boyer Bazelais als zu extrem ansah. Während Boisrond-Canals erster Präsidentschaft wurde Bazelais einer seiner striktesten Kontrolleure.
Nach seiner Rückkehr wurde er von Präsident Michel Domingue zum Befehlshaber der Armee im Département Ouest ernannt.

### Präsident 1876 bis 1879
Am 23. April 1876 wurde er als Nachfolger von Domingue zunächst Vorsitzender der Provisorischen Regierung, ehe er schließlich am 17. Juli 1876 selbst zum Präsidenten von Haiti gemäß der Verfassung von 1867 für eine Amtszeit von vier Jahren gewählt wurde.
Während seiner Amtszeit führten der Skandal um den Domingue-Kredit sowie der Autran-Zwischenfall zu außenpolitischen Krisen in den Beziehungen zu Frankreich und Spanien.

#### Der Skandal um den Domingue-Kredit
Zu Beginn seiner Amtszeit sah er sich zahlreichen Schwierigkeiten aufgrund der finanzpolitischen Maßnahmen seines Vorgängers Domingue ausgesetzt. Wegen des Kredits, den Domingue 1875 von Frankreich aufgenommen hatte und dessen Begleichung er ablehnte, verweigerte die französische Regierung fast die Anerkennung seiner Regierung. Andererseits war in Paris bekannt, dass Haiti nicht die Kreditsumme bekam, die Frankreich nun forderte. Aber auch im restlichen Europa und den Vereinigten Staaten forderte das Volk unaufhörlich, dass Haiti zur Regelung seiner Finanzen wegen der angeblichen Korruption und Skrupellosigkeit der dortigen Staatsmänner auf ausländische Hilfe angewiesen sei. Andererseits fand man bei jedem Finanzskandal, der Haiti traf, entweder unter den Anstiftern oder den Nutznießern des Missbrauchs auch zahlreiche Ausländer, die einerseits die haitianische Korruption anprangerten, andererseits für sich selbst das Monopol der Rechtschaffenheit und Integrität in Anspruch nahmen.
So lehnte die haitianische Bevölkerung, die eine ordnungsgemäße Kreditgewährung nicht zurückwies, die Übernahme der Verantwortung für die Betrügereien im Zusammenhang mit der Zahlung des Domingue-Kredits ab. Eine Untersuchung des Falls durch die Nationalversammlung ergab, dass Haiti weder die 58 Millionen Franc schuldete, die ursprünglich zurückgefordert wurden, noch die 40 Millionen Franc, die Frankreich als Schuldanerkennung für den fälligen Betrag verlangte.
Durch Dekret vom 11. Juli 1877 erkannte die Nationalversammlung im Namen Haiti eine Schuld von 21 Millionen Franc an, die mit 6 Prozent pro Jahr zu verzinsen waren. Dadurch bewies das Land seinen Wunsch zur Absicherung seiner Kredite, ohne die rechtmäßigen Kreditgeber zu verletzen.
Infolgedessen nahm Frankreich, das zwischenzeitlich den Vorgang ebenfalls untersuchte, seine offiziellen Beziehungen zu Haiti wieder auf, indem im Dezember 1878 ein bevollmächtigter Gesandter nach Port-au-Prince entsandt wurde. Das vorherige gute Verhältnis zwischen Frankreich und Haiti wurde daraufhin wiederhergestellt und es kam zu einem Übereinkommen mit den Schuldverschreibungshaltern (Bond-Holder).

#### Der Autran-Zwischenfall
Noch auf dem Höhepunkt der Schwierigkeiten mit Frankreich kam es plötzlich zu weitaus ernsteren Komplikationen mit Spanien, das unfähig war den Unabhängigkeitskampf in Kuba zu unterdrücken und in Haiti daher einen Sündenbock suchte.
Am 3. Dezember 1877 ankerte das Kriegsschiff Sánchez Barcaiztegui im Hafen von Port-au-Prince, weil deren Kommandant, Antonio Ferry y Rival, mit der Untersuchung der Rechtmäßigkeit des Urteils eines haitianischen Strafgerichts gegen José Santisi beauftragt war. Artisi wurde wegen Brandstiftung als Manager einer Eisfabrik in Port-au-Prince verurteilt, die zum Versicherungsschaden für die französische Versicherungsgesellschaft Le Globe führte.
Nach Abschluss der Untersuchungen verließ das Schiff ohne Zwischenfall den Hafen. Allerdings traf am 14. Dezember 1877 das Kriegsschiff Jorge Juan unter dem Kommandanten José Maria Autran ein, der sofort Anlass zu einer Bedrohung darstellte. Am 17. Dezember 1877 stellte er ein Ultimatum an den haitianischen Außenminister, in dem Haiti aufgefordert wurde, binnen 72 Stunden angebliche Streitigkeiten mit Spanien niederzulegen. Die Verurteilung von José Santisi wurde dabei als Vorwand für das aggressive Lage gemacht. Der tatsächliche Grund für den spanischen Unmut war jedoch, dass aus Kuba stammende Flüchtlinge in Haiti Asyl fanden.
In seinem Ultimatum sah Kapitän Autran eine Beleidigung seines Landes in der Verurteilung seines spanischen Landsmannes José Santisi, die zwar wegen eines Formfehlers durch den Obersten Gerichtshof (Cour de Cassation) aufgehoben, die Freilassung jedoch nicht sofort umgesetzt wurde. Andererseits erklärte er, dass Haiti Spanien dadurch beleidigt hätte, dass es eine Verurteilung des kubanischen Staatsbürgers Manuel Fernandez nicht erzwungen hätte, dessen Verurteilung durch den Obersten Gerichtshof ebenfalls für nichtig erklärt wurde. Sowohl Santisi als auch Fernandez waren beide spanische Staatsangehörige, da Kuba zu dieser Zeit kein unabhängiger Staat war, und genossen den gleichen Schutz durch Spanien. Die aufgehobenen Gerichtsentscheidungen mussten nach dem haitianischen Recht neu verhandelt werden. Kapitän Autran tat sein Äußerstes, um Haiti zu diskriminieren, indem er einerseits die unverzügliche Freilassung von Santisi, andererseits die rigorose Umsetzung der Verurteilung von Fernandez forderte. Trotz dieser unterschiedlichen Forderung sah er Spanien in einem Brief an den britischen Konsul als gewissenhaften Verwahrer und Wächter von Gerechtigkeit und Recht. In seinem Ultimatum forderte Autran weiterhin die Anklageerhebung gegen die Personen, die vor dem spanischen Konsulat „Nieder mit Spanien“ und „Viva Cuba Libre“ skandierten. Andere Missstände, die Autran in seinem Ultimatum anprangerte, waren das Entehren der Flagge Spaniens durch Betrampeln durch Unbekannte und weitere Verunglimpfungen.
Haiti lehnte eine Anerkennung der Behauptungen Spaniens in Bezug auf Santisi und Fernandez ab und bestand auf der gleichen Bestrafung der beiden. Haiti lehnte auch jede Verantwortung für die angeblichen nächtlichen Missachtungsrufe vor dem spanischen Konsulat durch Unbekannte ebenso ab wie die Missachtung der spanischen Flagge.
In seinem Brief vom 17. Dezember 1877 an das Diplomatische Korps in Port-au-Prince erwähnte Autran auch große Sympathien der kubanischen Rebellen  in Jamaika und Nassau. Gegenüber dem Mutterland Jamaikas und Nassaus, Großbritannien, kam es jedoch weder zu einem Ultimatum noch zu einer anderen Demonstration spanischer Macht, während diese gegenüber Haiti intensiv demonstriert wurde.
Zur Beilegung des Streits bot das Diplomatische Korps seine Vermittlung an, und am 19. Dezember 1877 wurde der Konflikt durch den Austausch von Salutschüssen zwischen der Jorge Juan und dem haitianischen Kriegsschiff 1804 friedlich beigelegt.

#### Rücktritt
In der Folgezeit beschlossen die beiden Kammern des Kongresses eine restriktive Haushaltskontrolle und eine Beschränkung der Ausgaben auf das unbedingt Notwendige. Gleichzeitig erhielten die öffentlichen Arbeiten besondere Aufgaben, in dem einem US-amerikanischen Investor die Konzession zum Bau einer Eisenbahn und der Straßenbahn in Port-au-Prince erteilt wurde. Daneben wurden Kanäle und Abwasserkanäle zur Versorgung von Privathäusern gebaut sowie Verträge über Kais und Brücken unterzeichnet.
Während Boisrond-Canals Regierungszeit kam es zu außen- und innenpolitischen Spannungen, insbesondere wegen der unterschiedlichen Ansichten der Nationalen und Liberalen Parteien im Parlament. Nach einer hitzigen Debatte in der Deputiertenkammer am 30. Juni 1879 folgten Unruhen in Port-au-Prince, an denen der Führer der Liberalen Partei, Boyer Bazelais, maßgeblichen Anteil hatte. Dieser war neben dem Präsidenten Führer der zweiten großen Gruppe innerhalb der Parti Liberal. Aus den parteiinternen Streitigkeiten ging die Gruppe um Boisrond-Canal (Libéraux Canalistes) nach einem Wahlbündnis mit der Parti National hervor.
Obwohl es der Regierung gelang die öffentliche Ordnung wiederherzustellen, trat Boisrond-Canal am 17. Juli 1879 von seinem Amt als Präsident zurück, da es ihm nicht gelang zwischen den zerstrittenen liberalen und nationalen Parteien zu vermitteln. Nachfolger als Präsident wurde Lysius Salomon. Nach seinem Rücktritt ging er zunächst erneut ins Exil nach Jamaika.

### Kommissarische Präsidentschaften 1888 und 1902
Nachdem er aus dem Exil nach Haiti zurückgekehrt war, wurde er nach dem Rücktritt seines Nachfolgers Salomon am 10. August 1888 kommissarischer Präsident Haitis. Dieses Amt übergab er dann am 16. Oktober 1888 an François Denys Légitime.
Am 26. Mai 1902 wurde er als Nachfolger von Tirésias Simon-Sam erneut kommissarischer Präsident Haitis. Am 17. Dezember 1902 wurde Pierre Nord Alexis sein Nachfolger.
Boisrond-Canal war einer der einflussreichsten Politiker Haitis seiner Zeit und hatte auch außerhalb eigener Regierungszeiten maßgeblichen Einfluss auf die Politik Haitis. Neben ihm selbst war auch sein jüngerer Bruder Louis Auguste Boisrond-Canal politisch tätig und gehörte 1908 als Mitglied der Kommission für öffentliche Ordnung, einer Übergangsregierung, an.